# Zorocratidae
Zorocratidae Dahl, 1913 è un'ex-famiglia di ragni appartenente all'ordine Araneae. Nel 2015 è parzialmente confluita nella nuova famiglia Udubidae.

## Etimologia
Il nome deriva probabilmente dal greco ζωρὸς, zoròs cioè forte, robusto, e κράτος, kràtos, cioè vigoroso, robusto, potente, per l'aspetto piuttosto robusto e corpulento, ed il suffisso -idae, che designa l'appartenenza ad una famiglia.

## Caratteristiche
Questa famiglia fa parte dei cosiddetti ragni-sacco, i quali hanno l'opistosoma a forma di sacco più o meno allungato, ed ha una storia tassonomica alquanto travagliata e sicuramente non ancora terminata. All'inizio comprendeva disparate forme di ragni, purché avessero otto zampe sistemate in due file, le filiere anteriori e coniche; e costruissero tele a forma di sacco fra le piante o sotto le pietre e altri caratteri generici comuni che rendevano questa famiglia un guazzabuglio di diversità.
Col passare degli anni gli aracnologi hanno concordato nello staccare alcuni generi perché più simili ai Lycosidae e per altri generi, aventi caratteristiche comuni più precipue hanno deciso di formare famiglie a sé stanti come i Corinnidae, Anyphaenidae, Tengellidae, Clubionidae, Miturgidae e Liocranidae.

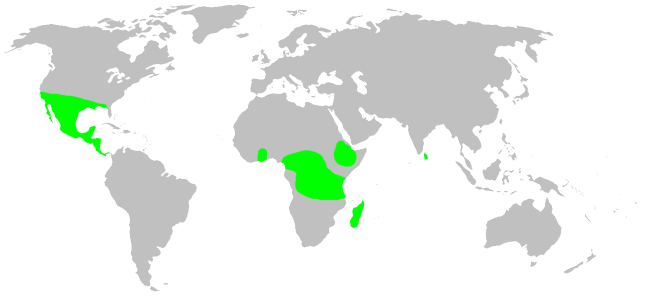
Zorocratidae, distribuzione

## Descrizione
Hanno otto occhi e sono piuttosto rari. Di maggiori dimensioni rispetto ai Zoridae, ne condividono la somiglianza, più nell'andatura che nell'aspetto, con i Lycosidae più corpulenti. Ne differiscono principalmente per il capo più ristretto e per il pattern oculare diverso.

## Comportamento
Poco è conosciuto della loro biologia, sono ragni che cacciano all'agguato di giorno ben nascosti nella vegetazione, non costruiscono ragnatele.

## Distribuzione
Sono diffusi soprattutto in Africa, in Madagascar e in America settentrionale; le specie nordamericane appartengono tutte al genere Zorocrates, che nel 2007 si è accresciuto di 20 nuove specie scoperte fra il Messico e il Texas. Il genere Uduba è endemico del Madagascar e diffuso solo lì. La distribuzione dei generi farebbe intendere che si tratta di una famiglia piuttosto antica, la cui separazione territoriale risalirebbe alla separazione geologica fra Africa e America meridionale.

## Tassonomia
A seguito di un lavoro degli aracnologi Polotow, D., Carmichael, A. & Griswold, C.E. del 2015, questa famiglia è stata smembrata in due parti: 4 generi (Campostichomma, Raecius, Uduba e Zorodictyna) sono confluiti nella nuova famiglia Udubidae e il genere Zorocrates è stato assorbito nella famiglia Zoropsidae.